# Stronie-Wieś
Stronie-Wieś (niem. Seitenberg) – wieś w Polsce położona w województwie dolnośląskim, w powiecie kłodzkim, w gminie Stronie Śląskie.
Wieś jest położona w dolinie potoku Sienna Woda, granicząc od północy z miastem Stronie Śląskie, od południa z Sienną.
Pierwotnie wieś obejmowała większy obszar. 31 grudnia 1959 z gromady Stronie Śląskie wyłączono część obszaru wsi Stronie Śląskie, która weszła w skład nowo tworzonego osiedle Stronie Śląskie, któremu 1 stycznia 1967 nadano status miasta. Pozostała luźno zabudowana część wsi Stronie Śląskie zachowała nazwę i pozostała w gromadzie Stronie Śląskie. W 2024 r. zmieniono nazwę wsi na Stronie-Wieś

## Podział administracyjny
W latach 1975–1998 miejscowość administracyjnie należała do województwa wałbrzyskiego.

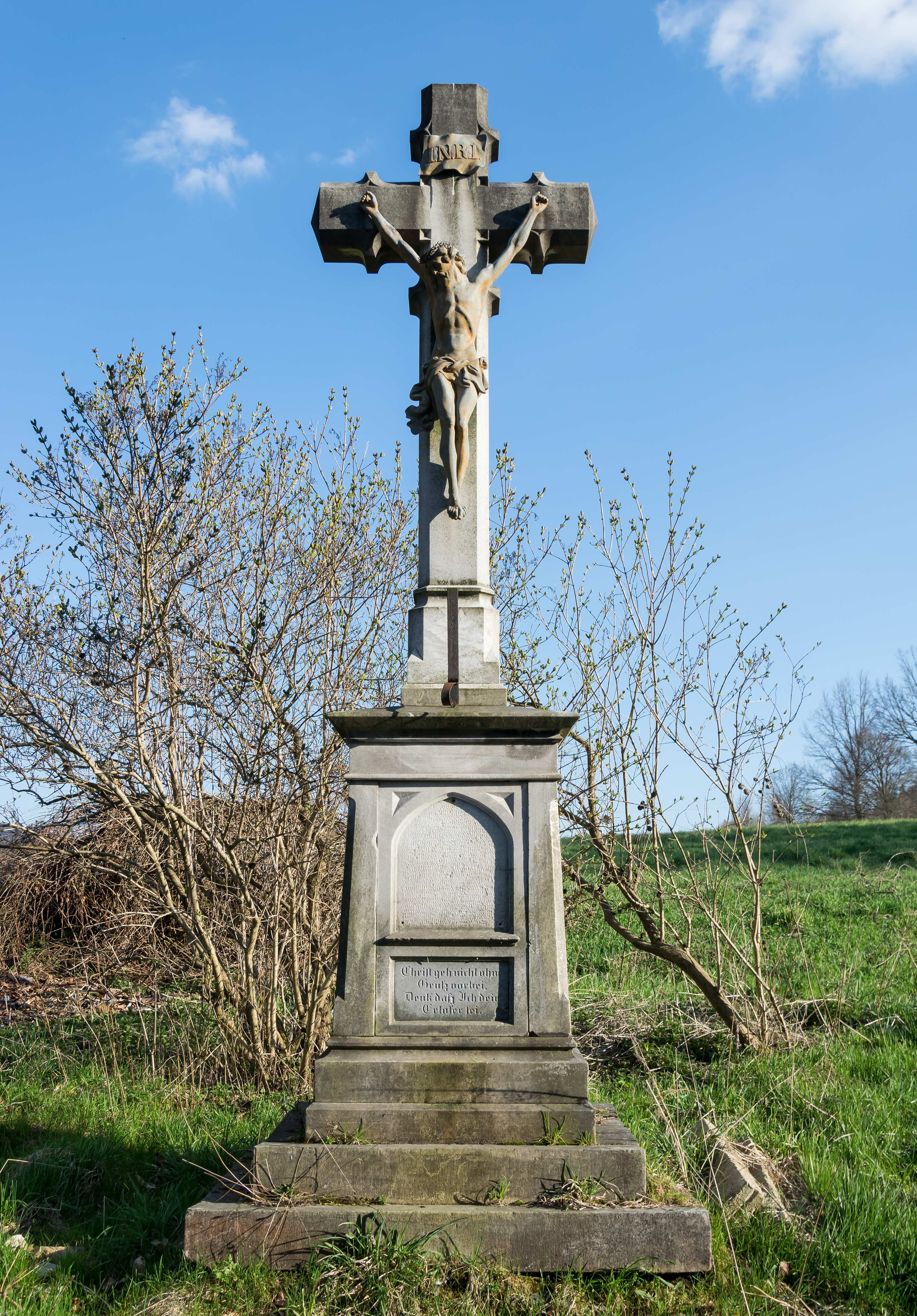
Krzyż przydrożny w Stroniu-Wsi